# 36기 국민PASS카드배 패왕전
36기 국민PASS카드배 패왕전은 대한매일신보사가 주최하고 국민카드가 후원한 대한민국의 국내 기전 패왕전의 35번째 기전이며, 전기 35기 패왕 이창호 九단이 도전자 안조영 七단을 3 대 1로 우승을 차지하며 국내기전 4회 우승과 2연패를 달성했다.

## 대회 개요

### 기전 규모
1억 3천만원

### 우승상금
1천 2백만원

### 대국규정
- 제한시간: 예선 각 3시간, 본선·결승 각 4시간
- 덤: 6집반
- 진행방식: 선수권전, 본선 20강 연승전, 2연승 이상끼리 결선 토너먼트, 결승 5번기

## 대국 결과

### 본선
| 대진         | 연도   | 대국일자  | 승자        | 패자            | 결과             | 기보 |
| ------------ | ------ | --------- | ----------- | --------------- | ---------------- | ---- |
| 제1국        | 2001년 | 8월 21일  | 유창혁 九단 | 조훈현 九단     | 251수 흑 6집반승 |      |
| 제2국        | 2001년 | 9월 11일  | 유창혁 九단 | 강훈(大) 九단   | 212수 백 불계승  |      |
| 제3국        | 2001년 | 9월 14일  | 유창혁 九단 | 염정훈 四단     | 150수 백 불계승  |      |
| 제4국        | 2001년 | 9월 18일  | 유창혁 九단 | 김명완 四단     | 168수 백 불계승  |      |
| 제5국        | 2001년 | 9월 20일  | 유창혁 九단 | 박지은 三단     | 145수 흑 불계승  |      |
| 제6국        | 2001년 | 9월 25일  | 유창혁 九단 | 이세돌 三단     | 254수 백 불계승  |      |
| 제7국        | 2001년 | 10월 30일 | 유창혁 九단 | 한종진 四단     | 189수 흑 불계승  |      |
| 제8국        | 2001년 | 11월 12일 | 유창혁 九단 | 이상훈(大) 七단 | 212수 백 불계승  |      |
| 제9국        | 2001년 | 12월 10일 | 유창혁 九단 | 서능욱 九단     | 267수 흑 4집반승 |      |
| 제10국       | 2001년 | 12월 12일 | 유창혁 九단 | 조대현 九단     | 171수 흑 불계승  |      |
| 제11국       | 2001년 | 12월 14일 | 유창혁 九단 | 서봉수 九단     | 350수 흑 6집반승 |      |
| 제12국       | 2002년 | 1월 3일   | 유창혁 九단 | 황원준 八단     | 252수 흑 2집반승 |      |
| 제13국       | 2002년 | 1월 10일  | 유창혁 九단 | 정대상 八단     | 266수 백 불계승  |      |
| 제14국       | 2002년 | 1월 22일  | 안달훈 四단 | 유창혁 九단     | 239수 백 3집반승 |      |
| 제15국       | 2002년 | 1월 25일  | 안조영 七단 | 안달훈 四단     | 188수 백 불계승  |      |
| 제16국       | 2002년 | 2월 1일   | 안조영 七단 | 박영훈 三단     | 288수 백 반집승  |      |
| 제17국       | 2002년 | 2월 19일  | 안조영 七단 | (故)하찬석 八단 | 254수 백 불계승  |      |
| 제18국       | 2002년 | 2월 28일  | 안조영 七단 | 안영길 四단     | 298수 백 반집승  |      |
| 제19국       | 2002년 | 3월 7일   | 이창호 九단 | 안조영 七단     | 235수 흑 불계승  |      |
| 결선토너먼트 | 2002년 | 3월 15일  | 안조영 七단 | 유창혁 九단     | 288수 흑 반집승  |      |
| 도전 1국     | 2002년 | 4월 22일  | 이창호 九단 | 안조영 七단     | 209수 흑 반집승  |      |
| 도전 2국     | 2002년 | 5월 13일  | 이창호 九단 | 안조영 七단     | 292수 백 반집승  |      |
| 도전 3국     | 2002년 | 5월 24일  | 이창호 九단 | 안조영 七단     | 217수 흑 불계승  |      |
| 도전 4국     | 2002년 | 월 일     |             |                 |                  |      |
| 도전 5국     | 2002년 | 월 일     |             |                 |                  |      |